# Château Sarriod de la Tour
Le château Sarriod de la Tour est un château médiéval valdôtain situé à Saint-Pierre, dans une plaine de vergers sur la rive gauche de la Doire Baltée le long de la RN 26 (20, rue du Petit-Saint-Bernard).

## Histoire
Ce château appartint jusqu'au début du XXe siècle à la famille Sarriod de la Tour, il est constitué par un ensemble d'édifices de différentes époques et est protégé par une enceinte.
Le donjon central carré remonte à une époque antérieure au XIVe siècle; à celui-ci furent ajoutés, au cours des siècles, d'autres bâtiments résidentiels.
Le plan originaire s'inspirait des châteaux primitifs valdôtains, avec un donjon central entouré par une enceinte. Le donjon de Sarriod de la Tour est de niveau intermédiaire entre les tours de défense, comme celles de Cly, de Graines et Saint-Germain (à Montjovet), et les tours de résidence, comme la tour Colin à Villeneuve et la tour des Cours à La Salle.
La chapelle, située dans la partie méridionale de l'enceinte près de l'abrupt sur la Doire Baltée, est sans doute contemporaine au donjon. Des enquêtes dendrologiques ont permis de la dater du milieu du XIIIe siècle. Les murs étaient décorés de fresques.
En 1420, les frères Yblet et Jean Sarriod divisèrent leur domaine en deux seigneuries, les Sarriod d'Introd, siégeant au château d'Introd, et les Sarriod de la Tour, qui s'installèrent ici.

Jean Sarriod fit construire autour de la tour appelée Turris Sariodorum, d'autres édifices, et le château acquit une fonction de représentation. Parmi les travaux voulus par Jean Sarriod, on compte aussi l'escalier en colimaçon dans la tour et l'ouverture des fenêtres croisées du donjon, typiques du XIIIe siècle valdôtain.
Des travaux ultérieurs furent exécutés aux alentours de 1470 par Antoine Sarriod de la Tour, fils de Jean, qui transforma la chapelle et la fit décorer de fresques, fit élargir le corps de bâtiment septentrional et ajouta des tours de défense le long de l'enceinte.
Au cours des siècles suivants, d'autres édifices furent ajoutés, et le manoir acquit la forme irrégulière d'aujourd'hui, le distinguant ainsi des autres châteaux de la région. 

Ce château appartint aux Sarriod de la Tour jusqu'en 1921, lorsque le dernier héritier mourut. Le sénateur génois Bensa l'acheta, puis il fut racheté en 1970 par la région Vallée d'Aoste. En 2003, il a été ouvert au public.

## Le château

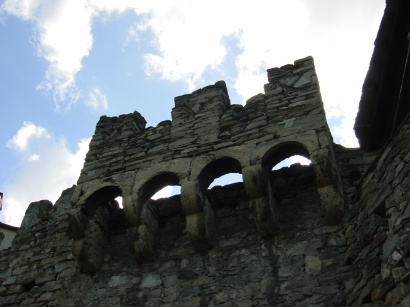
Mâchicoulis au-dessus de l'entrée principale

Vu du château de Saint-Pierre, le manoir de Sarriod de la Tour se présente comme un ensemble irrégulier d'édifices entourés par une enceinte. En le regardant de la rive droite de la Doire Baltée, on s'aperçoit que sa position, sur un escarpement de la Doire, constitue une solide défense naturelle.
Pour y accéder, il faut franchir l'enceinte, dont la partie initiale date du XIVe siècle. Elle fut modifiée vers 1420 par Antoine Sarriod de la Tour, qui la munit de tours de défense et d'une nouvelle entrée sur le côté oriental. Cet accès, qui est celui d'aujourd'hui, est constitué par un élégant portail ogival, avec les armoiries des Sarriod de la Tour et couronné par des mâchicoulis.
Les édifices les plus importants sont le donjon central avec ses fenêtres à croisée, la chapelle et la dénommée Salle des têtes.
La chapelle a subi plusieurs modifications au cours des siècles. Le plafond original était sans doute en bois, ses restes remontent aux alentours de 1250 et sont décorés avec des épisodes bibliques, tels que l''Adoration des rois, l'entrée du Christ à Jérusalem et la Crucifixion. La chapelle est surmontée par une voûte baroque datant de 1700, qui coupe en deux les fresques précédentes.

L'ancienne entrée de la chapelle a été décorée entre 1478 et 1483 par la volonté d'Antoine Sarriod de la Tour, qui la dédia à la Sainte-Vierge et à Jean l'évangéliste. Deux tableaux bien conservés y représentent la Crucifixion du Christ et Saint Christophe.
La Salle des têtes, située au premier étage du côté septentrional, était la salle d'apparat du château. Son nom fait référence à la décoration de son plafond en bois, soutenu par une série de corbeaux datant du XVe siècle. Ces corbeaux sculptés, au nombre de 171, représentent divers sujets, tels que des personnalités de l'époque, des figures de carnaval, des animaux domestiques et sauvages, des chiens, des canards, des loups, des sangliers et des créatures imaginaires telles qu'une sirène, une unicorne, un dragon et des monstres effrayants.

## Fragmenta Picta

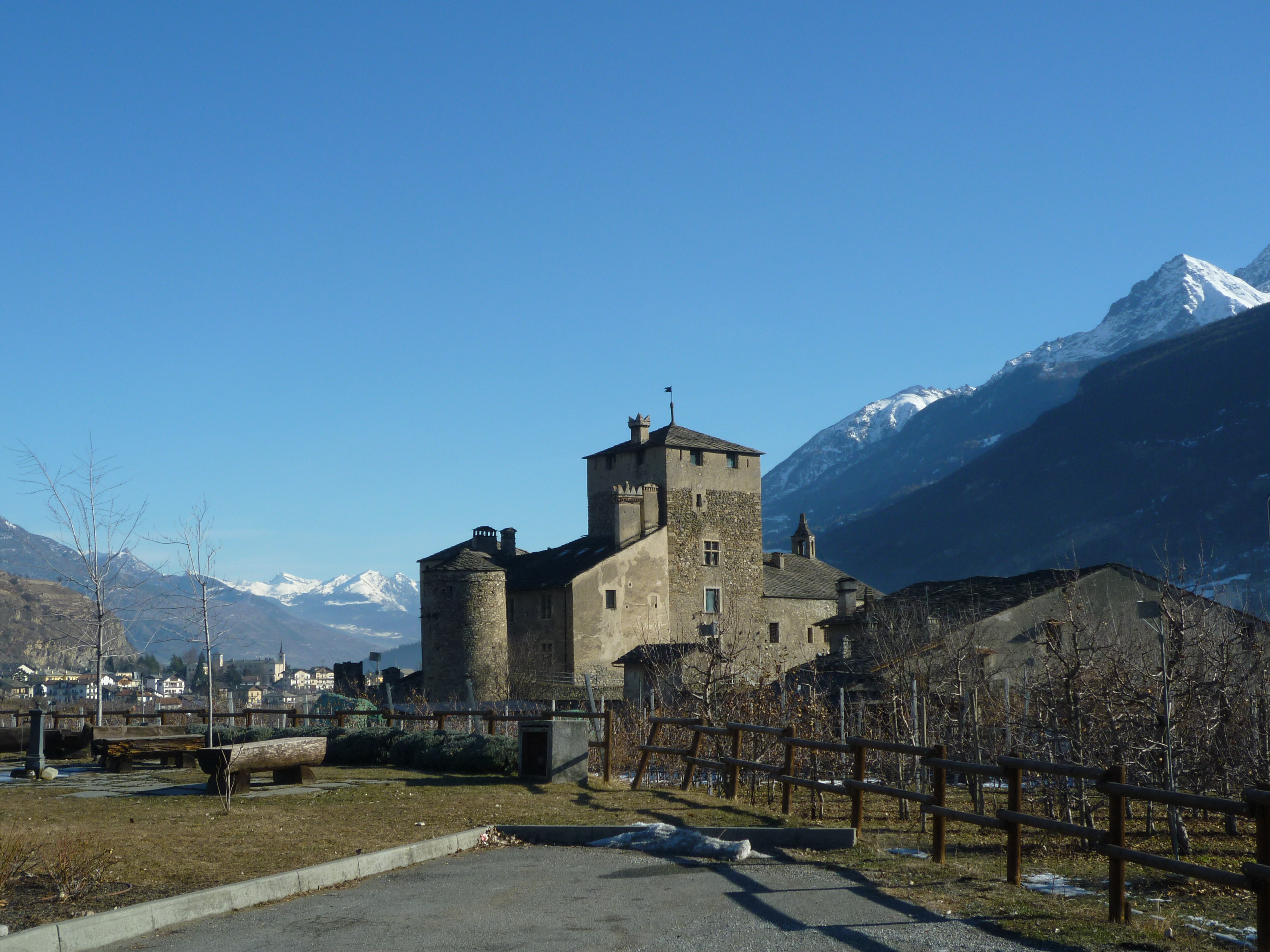
Vue du château en été.

Fragmenta Picta est le titre d'une exposition organisée en occasion de la réouverture du château au public en 2003. Elle présente une collection de fragments de peintures (ce que signifie Fragmenta picta en latin) retrouvées au cours des travaux de restauration du château de Quart. Le parcours de visite suit le parcours de l'exposition.